# MegaRace
MegaRace est un jeu vidéo de course et de combat motorisé développé par Cryo Interactive et édité par Software Toolworks, sorti en 1993 sous DOS. Il a été édité sur 3DO et Mega-CD en 1994. Une version CD32 était également en développement mais n'a jamais été publiée.
Le jeu a connu deux suites : MegaRace 2 (1996) et MegaRace 3 (2001).

## Système de jeu
Le joueur participe à des courses dans lesquelles il est possible de tuer les autres participants (gang) avec des armes glanées grâce aux différents bonus qui parsèment les circuits. À la fin de la course, le joueur remporte en prime la voiture du gang ainsi vaincu.

## Niveaux
Le jeu comporte 14 circuits dans 5 types d'environnements différents.

## Portage
Un portage de la trilogie sur mobile et un reboot de la licence a été lancé[Quand ?] sur le site de financement participatif Indiegogo.